# أندريه لوروا
أندريه لوروا (بالألمانية: André Leroy) (و. 1801 – 1875 م) هو عالم نبات، وحدائقي من فرنسا . ولد في أنجيه .